# Cossura delta
Cossura delta är en ringmaskart som beskrevs av Reish 1958. I den svenska databasen Dyntaxa används istället namnet Cossura soyeri. Cossura delta ingår i släktet Cossura och familjen Cossuridae. Arten har ej påträffats i Sverige. Inga underarter finns listade i Catalogue of Life.